# Parafia Najświętszego Serca Pana Jezusa w Otłoczynie
Parafia Najświętszego Serca Pana Jezusa w Otłoczynie – parafia rzymskokatolicka w diecezji toruńskiej, w dekanacie Toruń IV, z siedzibą w Otłoczynie.

## Historia
Od 1945 roku kościół filialny w Otłoczynie, parafii w Toruniu na Rudaku.
Od 1958 roku samodzielny ośrodek duszpasterski pw. NSPJ w Otłoczynie.
Samodzielną parafię erygowano 1 maja 1971 roku.
W 1984 roku z części parafii rudackiej i otłoczyńskiej obejmującą wieś Brzoza utworzono nową parafię w toruńskiej dzielnicy Czerniewice.
Od 1986 roku parafia należy do metropolii gnieźnieńsko-poznańskiej, archidiecezji gnieźnieńskiej, dekanatu Podgórz.
W wyniku nowego podziału administracyjnego, wprowadzonego bullą Jana Pawła II Totus Tuus Poloniae Populus, od 1992 roku parafia w Otłoczynie należy do nowo utworzonej diecezji toruńskiej.

### Proboszczowie
- ks. Edward Siwak 1968–1979 (+ 27.10.2012)
- ks. Ryszard Kwiatkowski 1980–1982
- ks. Leonard Polley
- ks. Zygmunt Kwiatkowski
- ks. Stanisław Machnij
- ks. Zdzisław Baranowski
- ks. Zbigniew Walkowiak
- ks. Piotr Rutkowski
- ks. Zbigniew Żynda
- ks. Adam Machowski

### Grupy
- lektorzy i ministranci
- Żywy Różaniec